# الباشا (صنعاء القديمة)

تعديل مصدري - تعديل

حارة الباشا هي إحدى حارات مدينة صنعاء القديمة، بلغ تعداد سكانها 1112 نسمة حسب تعداد اليمن لعام 2004.